# Carlos Alberto Dias
Carlos Alberto Dias (Brasília, Brasil, 5 de maig de 1967) és un futbolista brasiler que el 1992 disputà un partit amb la selecció del Brasil.